# Yv Bonnier Viger
Yv Bonnier Viger, né le 23 mai 1950 à Montréal (Canada), est un médecin et épidémiologiste, spécialiste en santé publique et médecine préventive au niveau international, directeur régional de santé publique de la Gaspésie-Îles-de-la-Madeleine et professeur agrégé et directeur du Département de médecine sociale et préventive, Faculté de médecine de l'Université Laval. 

## Biographie
Yv Bonnier est le fils d'Irénée Bonnier (1923-2013), député à l'Assemblée nationale du Québec de 1973 à 1976, et de Raymonde Viger.
Il obtient son diplôme d’études collégiales en sciences pures au Collège de Lévis en 1969. Il voyage dans l'Amérique du Sud 
avant de commencer en 1971 des études de médecine à Montréal, mais retourne au monde du travail en 1975, puis il devient mécanicien, travaillant dans plusieurs pays, notamment en Guinée-Bissau, où il travaille en 1985 à la conception de puits durables dans les villages.  
Il entreprend en 1986 des études pour un baccalauréat en mathématiques et informatique à Montréal, puis devient enseignant d'informatique au Burundi. C'est là qu'il est confronté avec l'épidémie de sida et qu'il implante un programme de lutte contre le sida dans le cadre du Programme canadien de lutte contre le sida en Afrique francophone (SIDA1).  Cela l'incite à reprendre ses études de médecine à l'Université Laval. Cette université a créé en 1987 le Centre de coopération internationale en santé et développement (CCISD). Il combine pour son travail de maîtrise ses connaissances en épidémiologie et informatique avec son intérêt pour l'enseignement en initiant, en 1990-1991, une vingtaine de Centres régionaux de surveillance épidémiologiques au Burkina Faso et en Côte-d'Ivoire, pour le CCISD, toujours dans le cadre de SIDA1. Par la suite, il est membre et Président du conseil d'administration du Centre de coopération internationale en santé et développement.  
Avec cette expérience, il est un des co-auteurs, en 1996, de l'ouvrage Épidemiologie appliquée - Une initiation à la lecture critique en sciences de la santé, qui connait plusieurs éditions et pour lequel il a reçu plusieurs prix.  
Ensuite, il s'engage à la fois professionnellement et politiquement pour la santé publique des communautés autochotones Inuit et Cris du Nord du Québec, notamment avec l'étude multi-communautaire d'environnement et santé Nituuchischaayihtitaau Aschii, initiée en 2003. Il est alors membre du Conseil Cri de la Santé et des Services sociaux de la Baie James. 
Il entreprend parallèlement en 2007-2008 une étude d’International Master for Health Leadership à l’Université McGill. 
Il est l'initiateur, en 2011, de la Clinique SPOT (clinique communautaire de santé et d'enseignement), qui vise à mieux soutenir les personnes marginalisées et vulnérables de la ville de Québec, tout en exposant les étudiants en sciences de la santé et en sciences sociales à la réalité de ces citoyens. Le Prix d’excellence 2015-2016 du ministère de la Santé et des Services sociaux, souligne le modèle d’innovation et d’efficacité de SPOT,.
De 2009 à 2015, il est président de l’Association des médecins spécialistes en santé communautaire du Québec.
De 2010 à 2015 il est directeur du Département de médecine sociale et préventive, Faculté de médecine, Université Laval. 
Vers 2010, le gouvernement veut rouvrir la mine Jeffrey, une mine d'amiante chrysotile située près de la ville d'Asbestos.  Yv Bonnier-Viger s'oppose à ce projet. Par la suite, il fera en juillet 2017 une tournée internationale de workshops et conférences contre l'amiante en 5 pays d'Asie,. Il défend l'utilisation de l'amiante comme un matériau à réserver aux usages spéficiques, « là où il n’existe aucune autre solution ».
En juin 2016, il est nommé directeur de santé publique du Centre intégré de santé et de services sociaux (CISSS) de la Gaspésie
Dans cette fonction il est responsable de la gestion de l'épidémie de Covid-19 en Gaspésie.
Pour Yv Bonnier Viger, la lutte à la pauvreté et aux inégalités sociales de santé est une des priorités nationales de santé publique. Il a fait des recherches scientifiques aussi sur ce sujet et il plaide pour une assurance revenu de base. Il est un des fondateurs de l'Alliance Revenu de Base des Régions Est (ARBRE).

## Prix et reconnaissances
- 1996 Prix de la Ministre de l’Éducation pour le meilleur ouvrage universitaire, Prix de la Ministre de l’Éducation pour la qualité du français pour le livre Épidémiologie appliquée : Une initiation à la lecture critique de la littérature en sciences de la santé (1996), par Clément Beaucage et Yv Bonnier Viger ;
- 2009 : Prix Volume pédagogique du Concours des Prix d'excellence en enseignement 2008-2009 pour la 2e édition (2008) du même livre, par Clément Beaucage, Yv Bonnier Viger et André Simpson[17].
- 2019 : Prix Jean-Pierre Bélanger[18] offert par l’Association pour la santé publique du Québec[19]

## Implication politique
- 2012 : Candidat pour le parti Québec solidaire dans la circonscription de Beauce-Nord[20], lors des élections générales du Québec. Il obtient 2,2 % des voix.
- 2014 : Candidat pour le parti Québec solidaire dans la circonscription de Lévis, lors des élections générales du Québec. Il obtient 6,2 % des voix.
- 2014 : Candidat pour le parti Québec solidaire dans la circonscription de Lévis[21], lors d'une élection partielle. Il obtient 7,7 % des voix.
- 2022 : Candidat pour le parti Québec solidaire dans la circonscription de Gaspé, lors des élections générales du Québec.

## Publications
- Le problème de la surdité industrielle causée par le bruit dans les milieux de travail, Dép. de médecine sociale et préventive, Université Laval, 1974.
- Utilisation d’un logiciel pour la saisie et l’analyse de données épidémiologiques dans le contexte de l’Afrique sub-saharienne. Mémoire de maîtrise, Université Laval, 1991.
- Plan de gestion pour le Projet d'appui à la surveillance épidémiologique (PASÉ) au Burkina Faso et en Côte d'Ivoire CCISD, 1991.
- Plan de gestion pour le Projet d'appui à la surveillance épidémiologique (PASÉ) au Mali et au Niger (avec Joseph Catrayé), CCISD 1992.
- Bonnier Viger YV, Catraye J, Kane F, Ouadraogo L, Soro B. Formation d'infirmières épidémiologistes : une pédagogie favorisant l'appropriation par le milieu. Projet d'appui à la surveillance épidémiologique (PASE). VIIe Conférence Internationale sur le SIDA en Afrique, Yaoundé, Cameroun, 8-11 décembre 1992. Résumé WP 095.
- Épidémiologie appliquée : Une initiation à la lecture critique de la littérature en sciences de la santé (1996), Clément Beaucage, Yv Bonnier, Viger, en collaboration avec Réal D'Amours, Gaetan Morin éditeur / Chenelière éducation, 550 p.  - Prix de la Ministre de l’Éducation pour le meilleur ouvrage universitaire, Prix de la Ministre de l’Éducation pour la qualité du français ; la 2e édition (2009) a obtenu le Prix du meilleur volume pédagogique, Université Laval, 2009.
- Priorités nationales de santé publique 1997-2002 : vers l'atteinte des résultats attendus : 3e bilan, l'équipe d'évaluation des Priorités nationales de santé publique :  Yv Bonnier-Viger et al, Direction générale de la santé publique du Ministère, 2001-2002.
- Bonnier-Viger Y, Dewailly E, Egeland GM, Nieboer E, Pereg D (2007). Nituuchischaayihtitauu Aschii. Multi-community environment-and-health longitudinal study in Iiyiyiu Aschii: Mistissini. Technical report: Summary of activities, results and recommendations. Edited by Pereg D and Nieboer E. Montreal, QC: Cree Board of Health and Social Services of James Bay[22].
- Strategies used by Iiyiyiuch of the Cree Board of Health and Social Services of James Bay to ensure autochthonization of their health and social services: critical appraisal in light of an international literature review, Thèse de maîtrise, Université McGill, 2008.
- Mourir, un acte de vie. Prévenir la mort sociale par la discussion pré-euthanasie et les soins de fin de vie, Frances Norwood, traduction Pierre Viens et Lise Laberge, postface Yv Bonnier Viger, Québec, PUL, 2010.  (ISBN 978-2-7637-9102-9)
- Le système de santé et de services sociaux des Cris du Québec et ses déﬁs, in: Jacques-Guy Petit, Yv Bonnier Viger, Pita Aatami et Ashley Isherhof (dir.) Les Inuit et les Cris du Nord du Québec. Territoire, gouvernance, société et culture. Presses universitaires de Rennes /Presses de l’Université du Québec, 2011, 431 p.  (ISBN 978-2-7605-2689-1) p. 217-236.